# グレタ・チェッケッティ

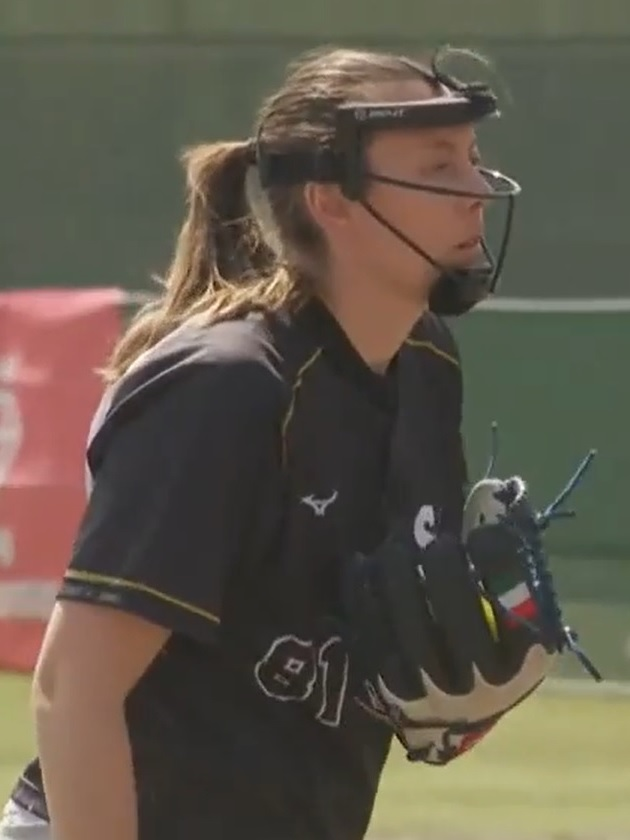
イタリア国旗の刺繍があしらわれたグラブ (2023年)

グレタ・チェッケッティ（Greta Cecchetti、1989年3月24日 - ）は、イタリア・ロンバルディア州ボッラーテ出身の女子ソフトボール選手（投手）。元SGホールディングスギャラクシースターズ所属。ソフトボールイタリア代表。JDリーグにおける登録名はグレータ・チェッケッティ。

## 経歴
ソフトボールをしていた叔母の影響で、7歳でソフトボールを始める。
2004年に国内リーグ・セリエA1のボッラーテに入団。2005年には6勝を挙げリーグ優勝に貢献。以降、同チームで長くプレーした。
高校卒業後はアメリカ・フロリダ州のポーク州立大学（ポークステート・イーグルス）に進学し、先発投手として活躍した。3年次からはテキサスA&M大学コーパスクリスティ校（テキサスA&Mコーパスクリスティ・アイランダーズ）に転籍し、イタリアで生まれ育ったソフトボール選手として初めてNCAAディビジョンIでプレーした選手となった。
2006年にイタリア代表に初招集。2007年、オランダのエンスヘデで開催された世界ジュニア選手権に出場。その後はイタリア代表のエースとして、2012年から2018年にかけて4大会連続で世界選手権（現ワールドカップ）に出場した。
ヨーロッパ選手権では4個の金メダル（2007年・2015年・2019年・2021年）を獲得している。
2021年に開催された東京オリンピックにも出場。第1戦のアメリカ戦、第2戦のオーストラリア戦、第4戦のメキシコ戦、第5戦のカナダ戦で先発を任されたが、いずれも敗戦投手となりイタリア代表はグループステージで敗退した。
2022年、JDリーグ創設と同時にSGホールディングスギャラクシースターズに入団。初年度はカーヤ・パーナビーとの2枚エースとして14試合に登板。6勝3敗・防御率2.14・奪三振31の成績を残し、チームのプレーオフ進出に貢献した。2023年は10試合に登板し、4勝3敗・防御率3.14・奪三振25の成績を残したが、6月のシーズン前半戦終了をもって退団した。
SGホールディングスギャラクシースターズ退団直後の2023年8月の欧州カップウィナーズカップに、レアヴェンドルス・カロンノの補強選手として出場。キューバ代表のジリアン・トルネスとの2枚エースとして7試合中5試合に登板し、チームの準優勝に貢献した。この時のチームメイトには、他に元日本代表の江口未来子、ベネズエラ代表のユルビー・アリカルトなどがいた。
2022年からアスリーツ・アンリミテッドにも参戦している。

## 選手としての特徴
ムービングボールを得意としている。2023年4月に野球YouTubeチャンネル『トクサンTV』がSGホールディングスギャラクシースターズを訪問した際には、長身から繰り出すスピードボールが持ち味と紹介され、キャッチャーを座らせて、ドロップ、カーブ、ライズボール、チェンジアップを披露した。

## 人物・エピソード
エリカ・ピアンカステッリと共に、イタリア人として初めて日本のソフトボールリーグ（日本リーグ/JDリーグ）でプレーした選手。エリカ・ピアンカステッリとはイタリア代表やSGホールディングスギャラクシースターズなどで10年近くにわたり共にプレーしている。
背番号18に愛着を持っているが、SGホールディングスギャラクシースターズでは三原千空が着用していたため「81」を選んだ。
子供の頃からオリンピックに出場することと海外でプレーすることを夢に抱いており、ともに実現させた。尊敬するアスリートとして、元プロテニス選手のロジャー・フェデラーの名前をあげている。
妹のラーラ・チェッケッティ（Lara）、従妹のエリーザ・チェッケッティ（Elisa）もソフトボール選手で、イタリア代表やボッラーテで共にプレーしている。

## 詳細情報

### 背番号
- 81（2022 - 2023）